# Johann Kies
Johann Kies (14 de septiembre de 1713-29 de julio de 1781) fue un astrónomo y matemático alemán. Nacido en Tübingen, Kies trabajó en Berlín en 1751 con Jérôme Lalande para realizar observaciones del paralaje lunar, coordinadas con las realizadas por Nicolas Louis de Lacaille en el Cabo de Buena Esperanza.
Desde 1742 hasta 1754, siguiendo la recomendación del matemático Leonhard Euler, fue nombrado y desempeñó el cargo de profesor de matemáticas en la Academia de Ciencias de Berlín, así como de astrónomo en su observatorio. Sus escritos de esta época incluyen De la Situation la plus avantageuse des planètes pour découvrir les irrégularités de leurs mouvemens, Sur les Éclipses des étoiles fixes par la lune, and Description d'un instrument qui se trouve à l'observatoire de Berlin. En su informe titulado Rapport de quelques observations célestes faites à l'observatoire Royal, Kies escribió, "Las observaciones de los eclipses son extremadamente útiles, especialmente los que son exactos. Sirven principalmente para entender, si las teorías sobre el Sol y la Luna están bien o mal constatadas en las tablas astronómicas, y también pueden confirmarlas, o mostrarnos la necesidad de reformarlas."
Posteriormente fue profesor en el Collegium de Tübingen. De 1754 a 1755, Kies sirvió como director del Instituto de Cálculo Astronómico de la Universidad de Heidelberg.
Kies fue uno de los primeros en propagar los descubrimientos de Newton en Alemania, y dedicó dos de sus trabajos al científico inglés: De viribus centralibus (Tübingen, 1758) y De lege gravitatis (Tübingen, 1773). Es también el autor de un trabajo sobre influencias lunares: De influxu lunae in partes terrae mobiles (Tübingen, 1769). Escribió muchos otros trabajos, tanto en francés como en latín, sobre astronomía.
Mantuvo correspondencia con Euler de 1747 a 1767. Su correspondencia consta de 8 cartas, todas ellas escritas por Kies.

## Eponimia
- El cráter lunar Kies lleva este nombre en su memoria.